# Acht Weltgesetze
Die Acht Weltgesetze, pali loka dhamma (weltliche Bedingungen), bezeichnen im Buddhismus (vgl. A.VIII. 5 u. 6 und Vis. XXII. C) Lebensumstände, die geneigt sind, den Menschen aus seiner Mitte zu werfen, ihm die Ruhe des Geistes zu rauben. Diese vier polaren Paare sind:
- Gewinn und Verlust,
- Ehre und Verachtung,
- Lob und Tadel,
- Freude und Leid.

Das, was als angenehm empfunden wird, führt zur Anhaftung, das, was als unangenehm empfunden wird, führt zu Ablehnung, Sorgen, Verdruss. Der Buddha empfiehlt zur Loslösung von diesen Verhaftungen, Gelassenheit und Gleichmut.